# Sant'Agata del Bianco
Sant'Agata del Bianco er en by i Calabrien, Italien med 570 (2023) indbyggere.